# 連續性 (虛構)
连续性或连贯性、一致性是指不同篇、章、版、辑的虛構作品中的人物、情节、物体和地点等设定保持前後一致。意味着这些作品拥有共同的正史，处于共同世界。

## 连贯性错误
许多连贯性错误是微妙的，例如镜头之间的微小变化（如玻璃杯中的水位高度或香烟的长度）;这些小错误通常是由于对最终剪辑相对淡漠而存在的。虽然普通观众通常不会注意到小错误，但其他连贯性错误可能更明显，例如角色外观的明显变化。制作将致力于防止此类错误，因为它们会干扰观众忽略置疑。

### 电影中防止不一致的措施
电影制作公司使用各种技术来防止连贯性错误。
第一种是将特定场景的所有镜头一起拍摄，将连续场景的所有镜头一起拍摄（如果场景同时发生，在电影时间线中没有中断）。这使得演员保持戲服、化妆、道具、地点的一致性（如果在外景拍摄，则天气、天色也一致）。
第二种主要是服装设计师、制作设计师、道具师和化妆师在每天拍摄的开始和结束时为演员和布景拍摄即时照片，各工作人员每天检查服装、布景、道具和化妆与前一天是否一致。
第三种是避免完全在外景地拍摄，而是在摄影棚中拍摄所有内容。这样可以控制天气和照明（因为拍摄是在室内进行的），并且可以将所有服装和布景共同存放，以便第二天取用。
高级CGI的出现有助于解决连贯性错误保留在最终剪辑里的问题，因为现在比以前更容易“抹除”穿幫事物。

### 编辑错误
当场景中的角色引用尚未发生的事件，或者他们不应知道的事物时，可能会发生编辑错误。
在电影《疯狂世界》（1963 年）中可以看到编辑错误的一个例子，从下面可以看到人们在开始时爬斜坡的场景，然后从上面回放。

### 视觉错误
视觉错误是视觉媒体（如电影和电视）中发生的即时不一致。服装改变颜色，阴影变长或变短，场景中的道具会改变位置或消失等等。最早的视觉错误之一例如在查理·卓别林出演的1914年的电影《剧院的夏尔洛》 中， 流浪漢从一个房间走到另一个房间時，他的帽子丟了，但当他进入下一个房间时，他頭上又出現了帽子。松散的情节和缺乏一致性的编辑使大多数早期电影充斥着这样的错误。

### 情节错误
情节错误，或通常所说的情节漏洞，反映了虚构世界一致性的失败。一个角色可能会说他是独生子，但后来又提到了一个兄弟姐妹。在电视节目《歡樂酒店》中，費瑟·克雷的妻子莉莉絲提到費瑟的父母都去世了，在另一集中，費瑟自己声称他父亲是一名科学家。当这个角色被分拆成費瑟时，他的父亲，一位名叫马丁的退休警察，成为了一个中心角色。最终在泰德·丹森主演的一集中，这种不一致被追加性地解释为費瑟对他父亲的低俗态度感到尴尬，因此声称已经死亡。这在情景喜剧中很常见，通常会将这个展现矛盾言行的复杂角色继续着重刻画，发展出一个更加完整的背景故事，覆盖之前更简单的背景。

### 荷马打盹
荷马打盹是一个起源于荷马史诗的连贯性错误的术语，这是由罗马诗人贺拉斯在他的《诗艺》中创造的。
荷马史诗中有许多连贯性错误被描述为“打盹”，例如：
在《伊利亚特》中，墨涅拉俄斯在战斗中杀死了一个小角色Pylaimenes。Pylaimenes后来还活着，目睹了儿子的死亡。
在《伊利亚特》菲尼克斯、奥德修斯和大埃阿斯三人出发前往阿喀琉斯的使馆，然而后面作者使用了一个双重形式的动词来表示只有两个人去，往后又使用复数形式的动词，表示两个以上，但后面又出现了另一个双动词（“他们两个站了出来”）。
在现代荷马学术中，荷马的许多“打盹”都解释为这首诗被几代口头诗人重述和即兴创作的结果。在上述第二种情况下，很可能由两个不同的版本被合为一版：一个版本有三个人，另一个版本只有两个人。亚历山大·蒲柏倾向于对荷马“打盹”表示怀疑，他在《批评论》中说：“那些经常出现错误的策略，不是荷马‘打盹’，而是我们做梦。”

### 年龄差异
在电视剧时间线和/或现实世界的时间进程相冲突时加速电视角色（通常是儿童或青少年）年龄的做法通常被称为肥皂剧快速衰老综合症。有一段时间没有在屏幕上出现的孩子可能会由比原来大几岁的演员扮演出现。这种快速老化通常是为了让角色参与到更广泛的故事情节，并吸引年轻观众。例如在BBC的梅林传奇中，莫德雷德最初在第4季中由一个小孩子扮演，但在第5季开始时突然长大到十几岁，其余角色只老了三岁。
反之亦然。在电视节目《迷失》中，10岁的沃特·勞伊德由12岁的演员馬爾科姆·大衛·凯利扮演。最初的几季发生在短短几个月内，而沃特·勞伊德看起来比10岁大得多。在他剩下的几次出场中，特效被用来让他显得更年轻，或者场景发生在几年后。

### 刻意制造的错误
有时虚构作品可能会故意制造连贯性错误，通常用于喜剧。例如，在馬克思兄弟的经典电影《鸭羹》中，在电影高潮部分，格魯喬·馬克思每说一句台词，然后镜头切到其他，再回到格魯喬的另一个镜头，每次格魯喬的帽子都会发生变化，通常是比之前更离谱的东西（拿破仑帽、普鲁士帽等）。

## 处理错误
当出现连贯性错误时，编剧或观众读者通常会提出解释以消除异常。观众读者有时会为此类错误编造解释，这些解释可能会也可能不会收录到正史中，这被俗称为 fanwanking（这个术语最初是由作家克莱格·辛顿创造的，用于描述对连贯性过度使用）。当观众读者不同意故事中的某个事件（例如最喜欢的角色死亡）时，他们会选择忽略相关事件，这样他们对系列作品的热忱就不会减少。当知识产权持有者丢弃所有现有的正史并从头开始时，这被称为重新启动。观众读者们将一种不那么极端的文学技巧称为重置按钮。
与先前确定的事实相冲突有时是故意的，这是追溯连贯性，因为它是连贯性的追溯修改。追溯有时会澄清歧义或纠正错误。这不应与真正的连贯性相混淆。

## 不老角色
尽管作品中经历了现实世界发生过重大标志性事件，一些作品忽略了连贯性使得角色减缓或停止衰老。在漫画中，这有时被称为“浮动时间线”。 罗兹·卡维尼建议漫画书使用这种技术来满足“让某些角色永存的商业需求”。这也是因为作者不需要适应角色的衰老变化，这也是大多数动画电视节目的典型特征。Kevin Wanner将漫画中浮动时间尺度的使用与神话中永恒角色与当代说书人世界的互动方式进行了比较。当漫画中的某些故事，尤其是起源故事被重写时，它们通常会保留关键事件，但会更新到当代，例如漫画人物托尼·斯塔克，他在不同的战争中发明了他的裝甲，具体取决于故事讲述的时间。